# Crookham (Berkshire)
Crookham – wieś w Anglii, w hrabstwie ceremonialnym Berkshire, w dystrykcie (unitary authority) West Berkshire. Leży 20 km na południowy zachód od centrum miasta Reading i 78 km na zachód od centrum Londynu.